# Pleuvezain
Pleuvezain ist eine französische französische Gemeinde im Département Vosges in der Region Grand Est (bis 2015 Lothringen). Sie gehört zum Kanton Mirecourt im Arrondissement Neufchâteau.  Die Bewohner nennen sich Pluvuisiens.

## Geografie
Die Gemeinde Pleuvezain liegt auf 360 Metern über Meereshöhe am Jard, einem Nebenfluss des Aroffe am Südwestrand der Landschaft Xaintois, etwa 20 Kilometer östlich von Neufch1ateau. Die Gemeinde grenzt im Westen und Norden an Soncourt, im Osten und Süden an Vicherey und im Südwesten an Rainville.

## Bevölkerungsentwicklung

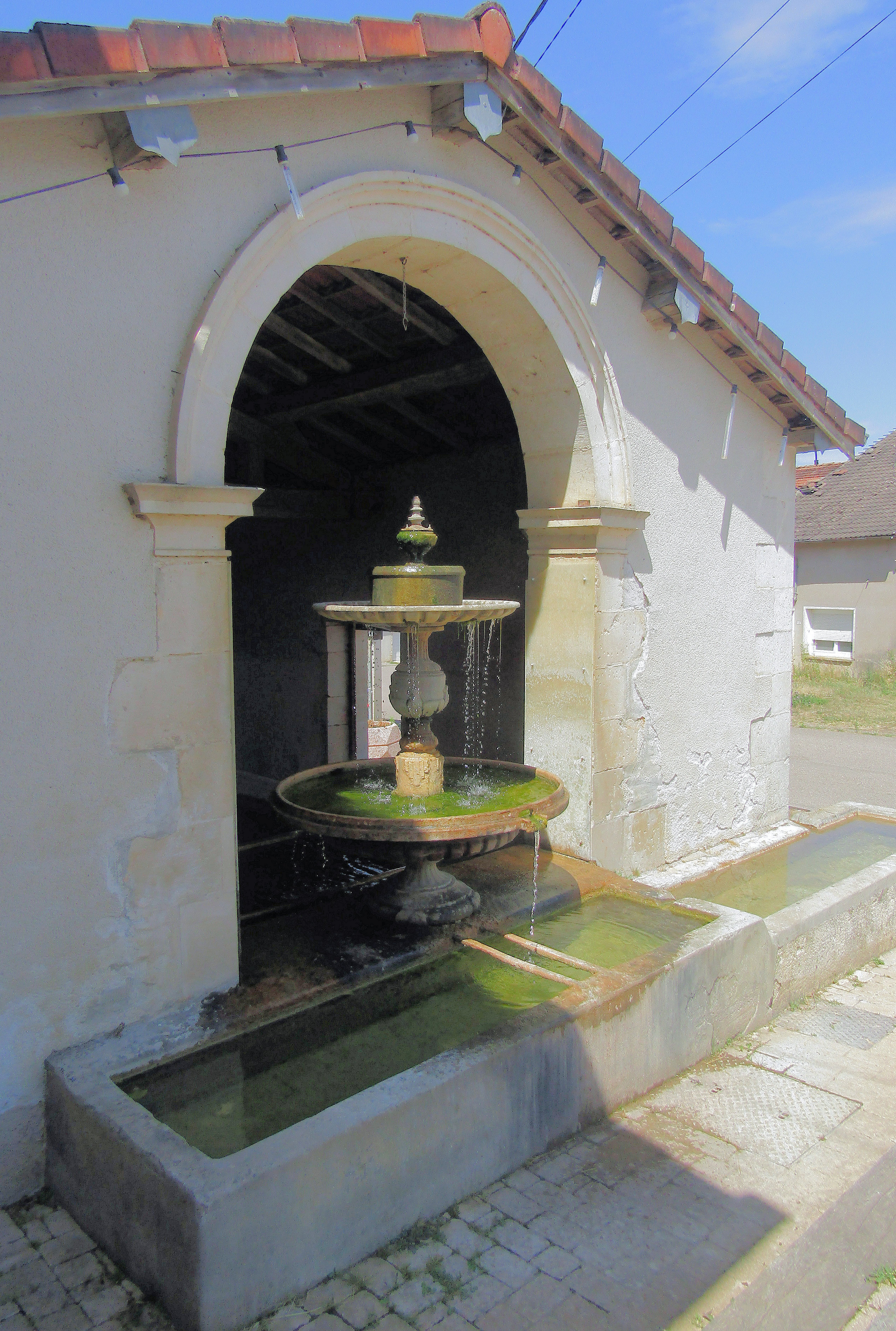
Brunnen und Lavoir in Pleuvezain

| Jahr      | 1962 | 1968 | 1975 | 1982 | 1990 | 1999 | 2006 | 2011 | 2020 |
| Einwohner | 97   | 92   | 104  | 94   | 92   | 83   | 84   | 85   | 76   |